# باردوناک
باردوناک (به فرانسوی: Bardenac) یک کمون (فرانسه) در فرانسه است که در canton of Chalais واقع شده‌است. باردوناک ۸٫۰۴ کیلومتر مربع مساحت دارد و ۹۵ متر بالاتر از سطح دریا واقع شده‌است.